# Gerhard Gröninger
Gerhard Gröninger (* 1582 in Paderborn; † 1652 in Münster) war ein deutscher Architekt und Bildhauer. Er wirkte vor allem in Westfalen und den Niederlanden. Mit seinen Werken kam der Frühbarock in Westfalen zum Durchbruch.

## Leben
Nach der Lehre bei seinem Bruder Heinrich Gröninger und Wanderjahren in den Niederlanden wurde Gerhard Gröninger im Jahre 1609 Bürger von Münster. Hier arbeitete er in der Werkstatt des Bildhauers Hans Lacke. 1621 wurde Gröninger Gildemeister. Sein Œuvre besteht fast ausschließlich aus Arbeiten für Kirchen des Bistums Münster, sein Stil war geprägt vom in Antwerpen gelehrten niederländischen Manierismus. Der klare architektonische Aufbau seiner Arbeiten verrät aber auch die Kenntnis italienischer Renaissance, wie sie durch die niederländischen Stichvorlagen verbreitet wurde. Im Figürlichen findet man Anlehnungen an Stiche des Cornelis Cort und Philipp Galle und dem graphischen Werk von Albrecht Dürer. Die Ausgeglichenheit und harmonische Linienführung steigert sich bis 1635 und gilt als seine bedeutendste Schaffensperiode. Trotz der großen Aufträge kam es 1636 zum Konkurs. Zudem war die Situation in Münster durch sein aufbrausendes Temperament spannungsgeladen und unüberbrückbar. 1639 zog er mit seiner Familie nach Rheine. In seinen späten Jahren kehrte er nach Münster zurück. Der Maler und Bildhauer Johann Mauritz Gröninger war ein Enkel Gerhard Gröningers.

## Werke

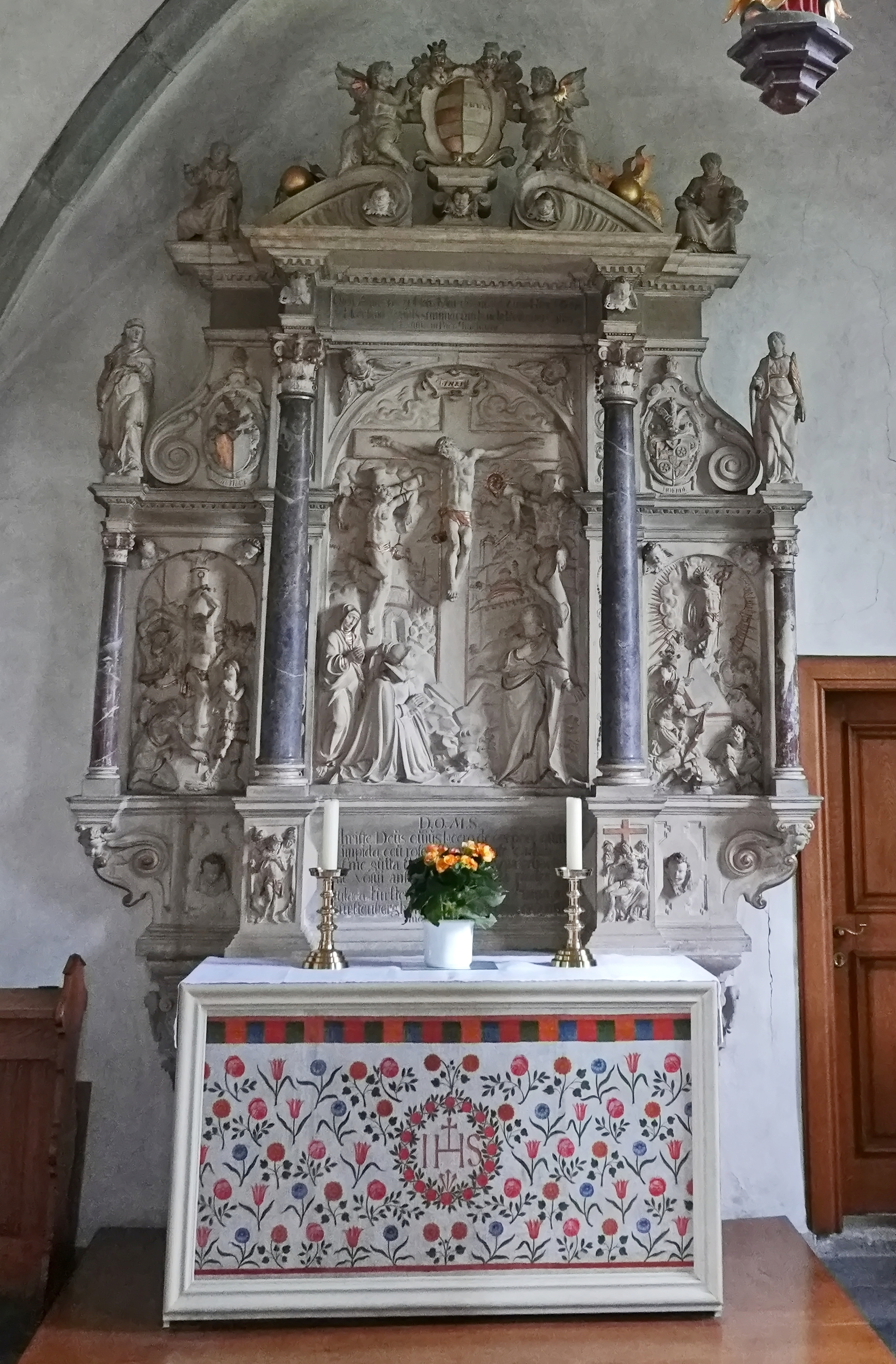
Epitaph der Omilia von Fürstenberg (1625)

- Als Gröningers Hauptwerk gilt das Wasserschloss Darfeld, daneben sind auch zahlreiche sakrale bildhauerische Werke bekannt.
- Hochaltar, 1619–22 (Münster, Westchor d. Doms Epitaph Meinertz), 1625
- Altenberge, Hauptrelief mit Taufe Christi
- Epitaph der Omilia von Fürstenberg, 1625 (Arnsberg, Kreuzkapelle der Klosterkirche des Klosters Oelinghausen)
- Stephanusaltar mit Letmathe-Epitaph, 1625–30 (Münster, Dom);
- Epitaph Bernhard Hausmann und Elisabeth Wetteler, um 1626/27 (Münster, Überwasserkirche)
- Kreuzigungsaltar für Ss. Cornelius und Cyprianus in Westbevern, 1631
- Hochaltar d. Alten Doms in Münster, 1634–35 (Teile davon in Seppenrade)

Zuschreibungen
- Epitaph Westerholt († 1609) (Münster, Dom)
- Mauritiusstatue, 1613, (ebd.)
- Epitaph Huchtebrock († 1615) (ebd.)
- Blasiusaltar mit Plettenberg-Epitaph, 1619 (ebd.)
- Kreuzigungsaltar, um 1625 (Altenberge); Kalvarienberg, um 1630 (Münster, Mauritzkirche);
- Christus an d. Geißelsäule, um 1630 (Köln, Museum Schnütgen)
- Epitaphien Kümmel u. Hensen, Spätwerke (Münster, Überwasserkirche)

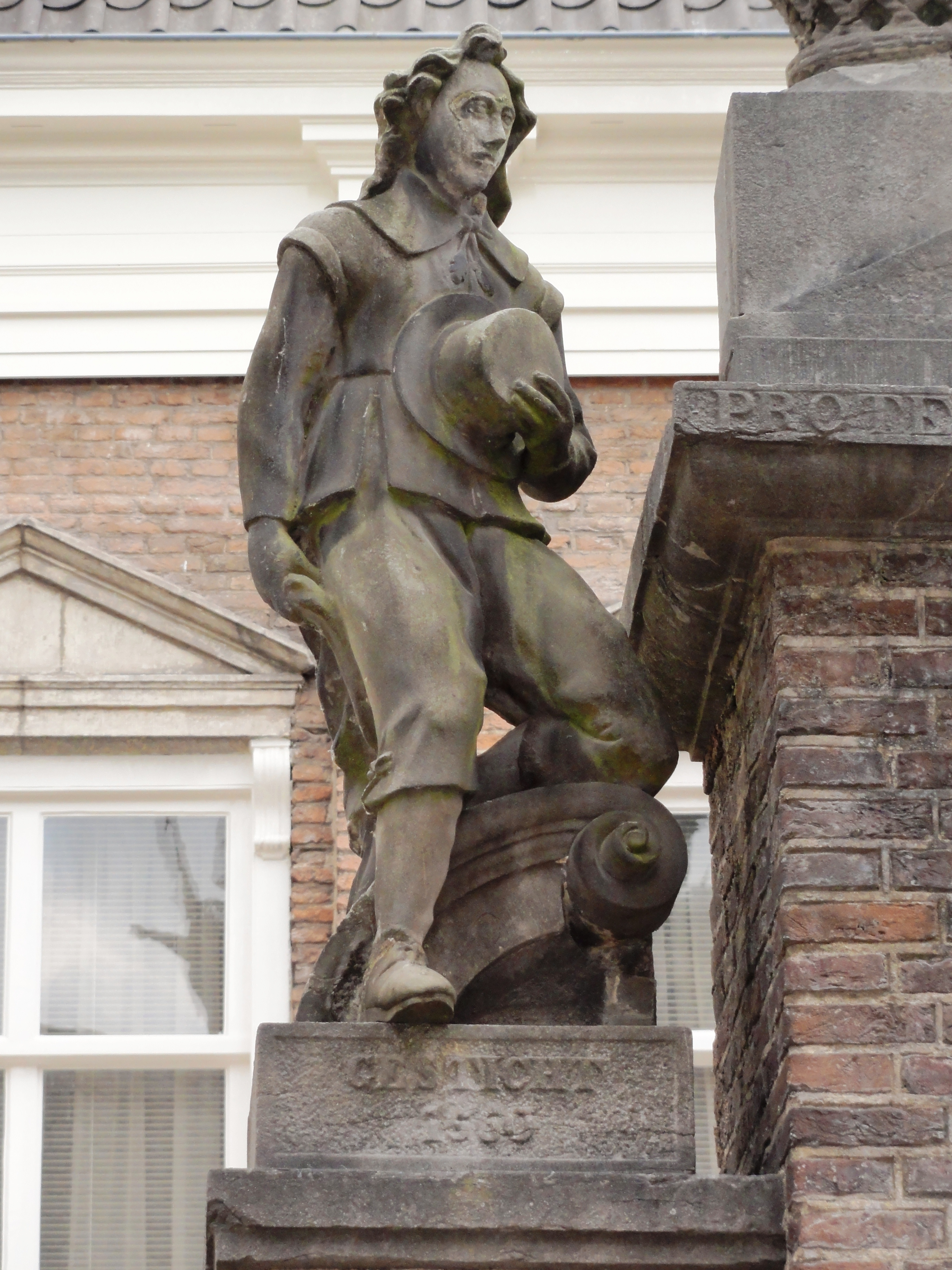
Waisenknabe, Portal des Protestantischen Waisenhauses, Nimwegen
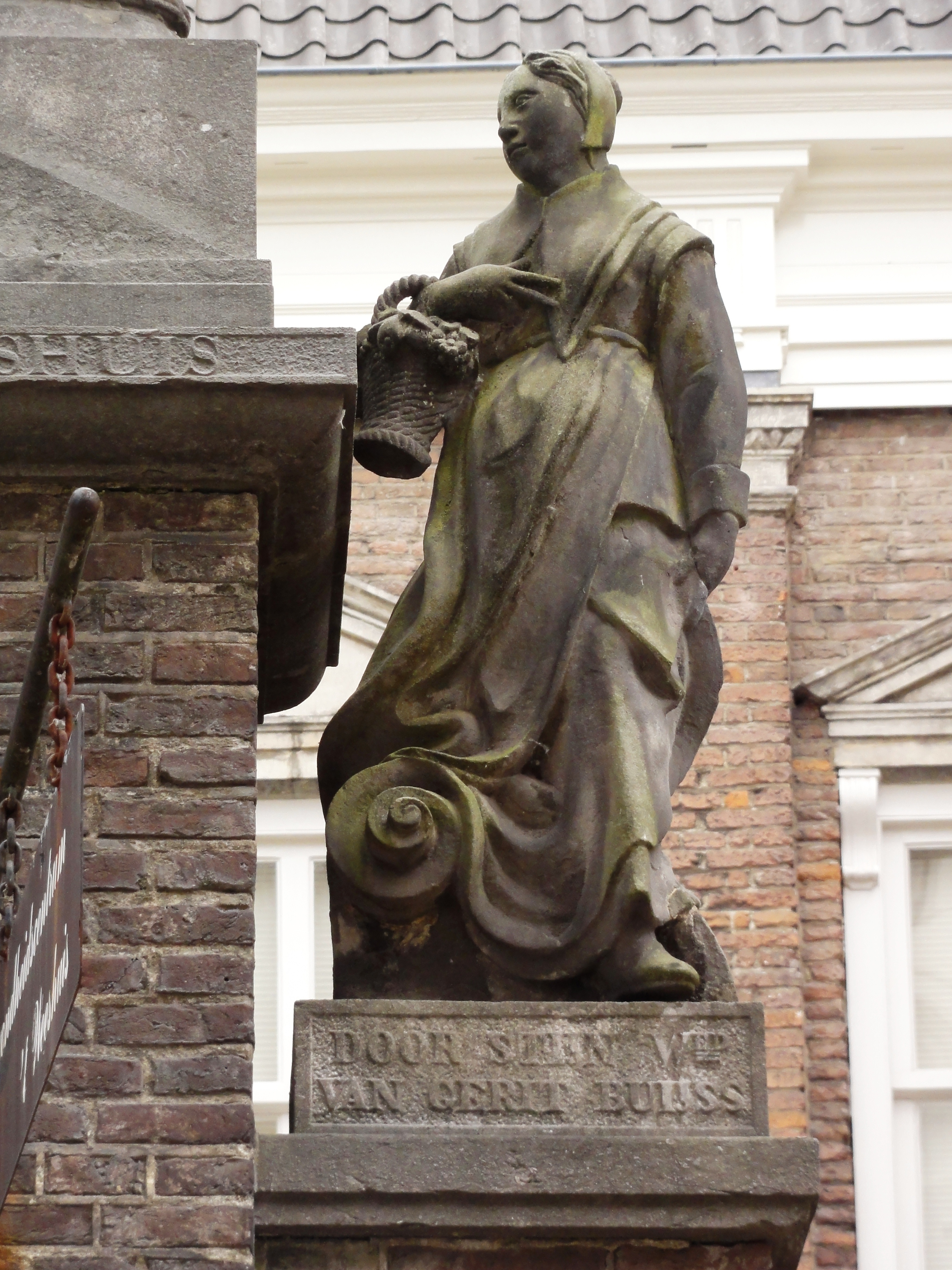
Waisenmädchen, Portal des Protestantischen Waisenhauses, Nimwegen